# La Victoria (Lima)
La Victoria és un districte de la província de Lima al Perú i un dels districtes que comprèn la ciutat de Lima. Un del més populosos de Lima.
La Victoria voreja el districte de Lima al nord-oest, el districte de Lince a l'oest, San Isidro al sud-oest, San Borja al sud, San Luis a l'est, i El Agustino al nord-est.
La Victoria té unes quantes seccions:
- La Victoria  s'estén des d'Avenida Grau al nord fins a Avenida Mexico al sud i des de Paseo de la República Expressway a l'oest fins a Avenida San Pablo a l'est. És el sector més populós.
- Balconcillo , al sud de l'Avenida Mexico cap a Avenida Canadá, és una mica més residencial, encara que té algunes oficines industrials, com Ajinomoto o Xerox.
- Santa Catalina , al sud de l'Avenida Canadá cap a Avenida Javier Prado (marcant els límits amb els districtes San Isidro i San Borja) és la secció més residencial i opulenta de tot el districte.
- Les àrees al voltant de Cerro San Cosme i Cerro El Pino, completament edificats, a la part nord-est del districte, se’l coneix com La Parada , nom que ve d'un antiga estació d'autobusos.

La Victoria allotja un dels equips de futbol més populars del Perú: Alianza Lima. L'Estadi Alejandro Villanueva, seu d'Alianza Lima, està situat prop del Matute a la part sud de La Victoria. La Victoria és plena d'història, situada al cor de Lima.
La Victoria és, tanmateix, un dels llocs més perillosos a Perú, maltractada pel delicte. Els barris Mendozita, Tacora, La Parada i Cerro San Cosme i Cerro El Pino especialment són molt perillosos; fins i tot la policia es nega a entrar en aquests barris. La violència de bandes, prostitució, tràfic de drogues i tiroteigs són molt comuns a La Victoria.